# فیراوک (کالیفرنیا)
فیراوک (به انگلیسی: Fair Oaks) یک منطقهٔ مسکونی در ایالات متحده آمریکا است که در شهرستان ساکرامنتو، کالیفرنیا واقع شده‌است. فیراوک ۲۹٫۱۲۶ کیلومتر مربع مساحت و ۳۰٬۹۱۲ نفر جمعیت دارد و ۵۳ متر بالاتر از سطح دریا قرار دارد.